# Marie Isabella van Savoye

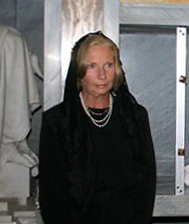
Maria Isabella di Savoia-Genova.jpg

Marie Isabella Elena Immaculata Barbara Anna van Savoye (Rome, 23 juni 1943) is een prinses uit het huis Savoye. Ze is de laatste levende nakomelinge in mannelijke lijn van de hertogen van Genua, een zijtak van het huis Savoye.
Maria Isabelle is het enige kind van prins Eugenio van Savoye, hertog van Ancona, en prinses Lucie van Bourbon-Sicilië. Na de afschaffing van de Italiaanse monarchie vestigde het gezin zich op een boerderij in Brazilië. haar vader erfde de titel hertog van Genua na het overlijden van haar oom Filibert in 1990. Bij het overlijden van haar vader in 1996 stierf de titel uit.
Op 29 april 1971 trouwde ze in Lausanne, Zwitserland met Alberto Frioli dei Conti di Rezzano (7 april 1943). Het paar kreeg vier kinderen, alle geboren in São Paulo:
- Vittorio Eugenio (27 februari 1972), huwde Soraia Barbosa Silva
- Maria Cristina (17 augustus 1973 - 30 september 1973)
- Carlo Alberto (18 juli 1974), huwde Priscilla Raso
- Maria Luce Lydia (15 augustus 1978, São Paulo)